# Березень 2019
Березень 2019 — третій місяць 2019 року, що розпочався у п'ятницю 1 березня та закінчився в неділю 31 березня.

## Події
- 1 березня
  - Вибори Президента України: кандидати Андрій Садовий та Дмитро Гнап вирішили відмовитися від участі у виборах на користь Анатолія Гриценка[1].
  - Щонайменше 40 співробітників сил безпеки Афганістану загинули внаслідок атаки групи бойовиків на базу збройних сил, розташовану в провінції Гільменд на півдні країни[2]
  - У столиці Сомалі Могадішо стався потужний вибух біля одного з готелів. У результаті теракту загинули щонайменше 25 осіб[3]
  - Пожежа на одному з двох танкерів, які загорілися в Чорному морі 21 січня, повністю загасла[4]
  - Організація із заборони хімічної зброї за результатами аналізу здобутих даних дійшла висновку, що під час боїв 7 квітня 2018 року як зброя було використано хімічну речовину токсичної дії, яким, ймовірно, був молекулярний хлор[5]
  - Японський автовиробник Subaru відкличе по всьому світу близько 2,3 млн автомобілів моделей Impreza і Forester через проблеми зі стоп-сигналом[6]
  - Канадське аерокосмічне агентство офіційно заявило про приєднання до проєкту LOP-G, місячної орбітальної станції[7]
- 2 березня
  - Перший запуск першого приватного космічного корабля SpaceX Dragon 2 до МКС — SpaceX DM-1[8][9][10].
  - Помер письменник і сценарист фільмів про УПА Василь Портяк.[11][12].
  - Швейцарський тенісист Роджер Федерер переміг на турнірі в Дубаї та виграв 100-й титул у своїй кар'єрі серії АТП[13].
  - Понад 50 людей зникли безвісти унаслідок вибуху нафтопроводу на півдні Нігерії, штату Баєльса[14]
  - Українка Олена Старикова завоювала срібло чемпіонату світу з велотреку в польському Прушкуві[15]
  - Міжнародна рада футболу (IFAB) на зборах, які пройшли в Абердині (Шотландія), затвердила нову редакцію футбольних правил[16]
- 3 березня
  - Унаслідок відновлення обстрілів[en] між Індією та Пакистаном у Кашмірі загинуло 11 осіб[17].
  - У результаті торнадо[en] на північному сході США загинуло 23 людини[18].
  - В Алжирі під час протестів[en] проти рішення лідера країни Абделазіз Бутефліки брати участь у виборах постраждали приблизно 200 осіб[19].
  - У Мілані 200 тисяч людей вийшли на марш проти расизму[20].
  - На Чемпіонаті Європи з легкої атлетики у приміщенні українці Андрій Проценко і Юлія Левченко стали срібним призерами, а Ольга Ляхова, Марина Бех-Романчук, Ольга Саладуха — бронзовими[21].
  - Швейцарський тенісист Роджер Федерер, перемігши грека Стефаноса Ціціпаса у фіналі тенісного турніру в Дубаї в ОАЕ, став другим гравцем, після Джиммі Коннорса, що виграли понад 100 чемпіонатів в одиночному розряді[22].
  - У Лос-Анджелесі встановили пам'ятник Девіду Бекхему[23].
  - На парламентських виборах в Естонії більшість отримала опозиційна «Партія реформ»[24].
- 4 березня
  - США продовжили антиросійські санкції ще на рік[25].
  - На півночі Кенії розбився вертоліт, загинуло п'ятеро осіб[26].
  - Іспанія і Велика Британія підписали податкову угоду щодо Гібралтару[27].
  - Окружний адміністративний суд міста Києва визнав протиправною і недійсною постанову Кабінету міністрів від 27 березня 2016 року, якою, у тому числі, визначався порядок формування ціни на газ для населення[28].
  - В Україні вперше судили школяра за булінг вчителя[29].
  - Колишнього президента України Віктора Ющенко офіційно визнали володарем найбільшої у світі колекції українських рушників[30].
- 5 березня
  - Три саморобні вибухові пристрої біля лондонського аеропорту Лондон-Гітроу, аеропорту Лондон-Сіті і на залізничній станції Ватерлоо[31].
  - Парламенти Шотландії та Уельсу офіційно виступили проти угоди щодо Brexit, розробленої урядом Великої Британії і ЄС[32].
  - Лондонець став другою людиною, що вилікувалась від ВІЛу шляхом пересадки кісткового мозку від донора, який має вроджену стійкість до ВІЛ-інфекції[33].
  - Об'єднання виробників електроніки USB Promoter Group анонсувало новий стандарт підключення та передачі інформації USB4 зі швидкість передачі 40 Гбіт/с і одночасним використовувати декількох протоколів передавання даних[34]
- 6 березня
  - Лауреатом Прітцкерівської премії за 2019 рік став японський архітектор Ісозакі Арату[35].
  - Китайська компанія Huawei подала позов проти уряду США, стверджуючи, що заборона на ділове співробітництво держави з компаніями, які використовують обладнання цього підприємства, є незаконною[36]
- 7 березня
  - Компанія Pal-V (Нідерланди) презентувала автомобіль-гірокоптер Liberty Pioneer Edition, що їздить по суші та літає по повітрю[37].
  - Масштабне відключення електроенергії[en] у Венесуелі, включаючи столицю Каракас. Усього 18 штатів зі 23 залишились без світла. Венесуельський вебсайт «El Pitazo» пише щодо аварії на ГЕС «Гурі», уряд Мадуро звинувачує антиурядових диверсантів у саботажі[38][39].
- 8 березня
  - Уряд Фінляндії пішов у відставку через провал реформи охорони здоров'я та системи соціального забезпечення[en][40].
- 9 березня
  - Черговий загальнонаціональний день протесту «жовтих жилетів» у Франції підтримали лише 28,6 тисяч осіб[41].
  - Криза у Венесуелі: 15 осіб із важкими хворобами нирок померли через неможливість проведення процедури гемодіалізу під час масштабного відключення електроенергії в країні[42].
  - Японський швидкісний катер зі 121 пасажиром зіткнувся з «морською істотою», 87 пасажирів отримали поранення, а ще 5 госпіталізовані[43].
  - Японка Кане Танака у віці 116 років та 67 днів потрапила до Книги рекордів Гіннеса як найстаріша людина на планеті з нині живих[44].
  - Туніський міністр охорони здоров'я[en] Абдель Рауф ель-Шериф подав у відставку після смерті 11 новонароджених дітей від септичного шоку в лікарні столиці. Охорона здоров'я в Тунісі вважалася однією з найкращих у Північній Африці, але після революції 2011 року її якість погіршилась[45][46].
  - Президент України Петро Порошенко на Тарасовій горі вручив Національні премії України імені Тараса Шевченка[47].
- 10 березня
  - В Ефіопії розбився пасажирський літак авіакомпанії Ethiopian Airlines зі 157 людьми на борту[48].
  - Українець Дмитро Підручний на Чемпіонаті світу з біатлону виборов золото в гонці переслідування[49].
  - У Російський Федерації[ru] відбулися масові акції протесту проти прийняття «Закону про суверенний інтернет»[50].
  - «Дніпро» втретє поспіль завоював Кубок України з баскетболу[51].
- 11 березня
  - Президент Алжиру Абделазіз Бутефліка відмовився від участі у президентських виборах[en] та наміру вп'яте посісти крісло глави держави[52].
- 12 березня
  - Палата представників Конгресу США схвалила проєкт закону, який забороняє визнавати анексію Росією Криму[53].
  - Низка країн та понад 25 авіакомпаній призупинили використання модифікації Boeing 737 та закрили для них свій повітряний простір. Це, зокрема, Китай, Ефіопія, Індонезія, Австралія, Сінгапур, Малайзія, Оман, Південна Корея, Велика Британія, Норвегія, Німеччина, Франція, Ірландія[54].
- 13 березня
  - У Мозамбіку через повені загинули понад 60 осіб[55].
  - Унаслідок стрілянини в одній зі шкіл[en] штату Сан-Паулу в Бразилії загинули 10 осіб[56].
  - У Нігерії на острові Лагос у районі Ітафаджі, зруйнувалася триповерхова будівля школи[en], під обвалами опинилося понад 100 осіб[57].
  - В Ірані правозахисницю, адвокатку й лауреатку премії імені Сахарова Насрін Сотуде засудили до 38 років в'язниці та 148 ударів батогом[58].
  - Пітер Кайзер перемагає на щорічних перегонах на собачих упряжках Iditarod Trail Sled Dog Race, прибуваючи до Ном за 9 днів 12 годин та 39 хвилин[59].
- 14 березня
  - Армія оборони Ізраїлю повідомила про запуск двох ракет[en] з сектора Газа по агломерації Гуш-Дан[60].
  - Американська компанія «Boeing» вирішила призупинити поставки літаків моделі 737 MAX через декілька авіакатастроф[61].
  - У Малайзії закрили 111 шкіл через ймовірний витік хімікатів, яким отруїлися понад 200 дітей та вчителів[62].
  - Губернатор американського штату Каліфорнія Гевін Ньюсом підписав указ про введення заборони на смертну кару[63].
  - Статс-секретар МЗС ФРН Вальтер Лінднер передав послу України в Німеччині Андрію Мельнику датовану 1708 роком грамоту російського царя Петра I про призначення Київського митрополита[64].
  - Дві студентки Стенфордського університету подали в суд на низку університетів США через скандал[en] зі вступом у ці вузи дітей багатих батьків за хабарі[65].
  - Запуск космічного корабля Союз МС-12 із трьома космонавтами на борту до Міжнародної космічної станції (МКС) з учасниками 59/60-ї експедицій. Перший запуск після аварії корабля Союз МС-11.[66]
- 15 березня
  - У Новій Зеландії терорист скоїв збройний напад на дві мечеті у місті Крайстчерч. Загинула 51 особа, 48 поранено[67].
  - ВПС Ізраїлю завдали масованих ударів по низці об'єктів ХАМАС у секторі Газа у відповідь на обстрілу Тель-Авіва[en][68].
  - В усьому світі тисячі школярів і студентів влаштували масову демонстрацію на захист навколишнього середовища[69].
  - Президент США Дональд Трамп наклав вето на резолюцію Сенату США про скасування введеного режиму надзвичайного стану[en] на кордоні з Мексикою[70].
- 16 березня
  - Унаслідок паводків, зсувів та сильних вітрів, спричинених циклоном Ідай, у Мозамбіку, Малаві, Зімбабве, ПАР та Мадагаскарі загинуло понад 800 осіб[71].
  - Унаслідок повені[en] в індонезійській провінції Папуа загинуло понад 110 людей[72].
  - Збірна України з біатлону виборола бронзові медалі на чемпіонаті світу з біатлону в жіночій естафеті[73].
- 17 березня
  - Вальттері Боттас виграв Гран-прі Австралії[74].
- 18 березня
  - Щонайменше 24 особи загинули і ще 31 постраждали під час сходження з колії товарного потяга в провінції Касаї Демократичної Республіки Конго[75].
- 19 березня
  - Унаслідок обвалу[en] індійського торговельного центру в Дхарвад в штаті Карнатака під завалами опинилось понад 100 осіб[76].
  - Президент Казахстану Нурсултан Назарбаєв після 29-річного правління оголосив про відставку[77].
  - Лауреатом Абелівської премії за 2019 рік стала американська математик Карен Уленбек (Техаський університет)[78].
  - Американець Майк Траут підписав 12-річний контракт із каліфорнійським клубом Головної бейсбольної ліги «Лос-Анджелес Ейнджелс» на рекордну для спорту[en] суму в $430 млн[79].
- 20 березня
  - Walt Disney Company закрила угоду з придбання кінокомпанії 21st Century Fox за 71 мільярд доларів[80].
- 21 березня
  - У Китаї внаслідок вибуху[en] на хімічному заводі компанії «Tianjiayi Chemical» загинули щонайменше 47 осіб, ще 600 постраждали[81].
  - У Казахстані в столиці відбулися протести проти перейменування Астани на Нурсултан[82].
  - На півночі Іраку на річці Тигр перекинувся[en] туристичний пасажирський пором Аль-Джазіра, загинуло приблизно 60 осіб[83].
  - Україна завершила будівництва своєї частини дунайської поромної переправи «Орлівка — Ісакча»[84].
  - Китайський дует Суй Веньцзін і Хань Цун виграв чемпіонат світу з фігурного катання серед спортивних пар[85].
  - Після інциденту в Крайстчерчі, у Новій Зеландії заборонили продаж штурмових і напівавтоматичних гвинтівок на території всієї країни[86].
- 22 березня
  - У Білому домі оголосили про повне звільнення Сирії від бойовиків ІДІЛ[87].
  - Український політв'язень Павло Гриб засуджений у Росії до 6 років позбавлення волі[88].
  - На заході Гани сталося лобове зіткнення двох автобусів, внаслідок чого загинули понад 70 пасажирів[89].
  - Першою дорослою фігуристкою, яка виконала четвертний сальхов на офіційному турнірі, стала Елізабет Турсинбаєва[90]
  - 8-ма церемонія вручення української національної професійної музичної премії «YUNA». По три нагороди отримали гурт The Hardkiss та співачка MARUV[91].
- 23 березня
  - Президент Казахстану Касим-Жомарт Токаєв підписав указ про перейменування столиці держави Астани в Нур-Султан, на честь екс-президента Нурсултана Назарбаєва[92].
  - Понад мільйон осіб у Лондоні взяли участь в акції з вимогою проведення другого референдуму щодо Brexit[93].
  - Неподалік від західного узбережжя Норвегії трапилась аварія круїзного корабля компанії «Viking Ocean Cruises»[en], гелікоптерами евакуювали всіх 1300 пасажирів[94].
- 24 березня
  - У Малі бойовики напали на два поселення, Огассагу і Велінгару, загинули не менше 134 пастухів народності фулані[95].
  - До міжнародного аеропорту Майкетія[en] (Каракас) у Венесуелі прибули російські військово-транспортні літаки Іл-62 і Ан-124 і приблизно сотні військових[96].
  - У Таїланді проведуть парламентські вибори[en], уперше після військового перевороту, що призвів до скасування виборів 2014 року[en][97].
- 25 березня
  - Дональд Трамп підписав прокламацію, згідно якою спірну територію Голанські висоти офіційно визнано частиною Ізраїлю[98].
  - У мошаві Мішмерет (Ізраїль) ракета влучила в житловий будинок, поранено шестеро осіб[99]. У відповідь реактивні літаки ізраїльських військово-повітряних сил завдають ударів по кількох цілях у секторі Газа, включаючи офіс старшого офіцера ХАМАС Ісмаїла Ганія та штаб військової розвідки в місті Газа[100].
  - Щонайменше 18 осіб загинули і майже 100 отримали поранення внаслідок повені в остані Фарс на півдні Ірану[101].
  - Премію «Учитель світу 2019» отримав кенійський чернець-францисканець Пітер Табічі[102].
- 28 березня
  - Криза у Венесуелі: Європарламент визнав Хуана Гуайдо тимчасовим легітимним президентом Венесуели та підтримав проведення у країні вільних і прозорих президентських виборів[103].
- 30 березня
  - Олександр Гвоздик переміг Дуду Нгумбу технічним нокаутом і зберіг титул чемпіона WBC[104].
  - У другому турі виборів президента Словаччини перемогла опозиційний кандидат Зузана Чапутова[105].
- 31 березня
  - Перший тур виборів Президента України. Явка виборців склала 63,52 %. За офіційними даними, до другого туру вийшли Володимир Зеленський (30,24 % голосів) та Петро Порошенко (15,95 % голосів)[106].
  - У міжнародному аеропорту «Бориспіль» почав працювати другий термінал — термінал F, який будуть використовувати для лоукостів та чартерних рейсів[107].
  - Олександр Гвоздик переміг Дуду Нгумбу технічним нокаутом і зберіг титул чемпіона WBC[108].